# Млава (река)
Мла́ва (серб. Млава) — река на востоке Сербии. Один из основных правобережных притоков Дуная в Сербии. Течёт по территории Браничевского округа в Центральной Сербии.
Длина реки составляет 122 км. Площадь водосборного бассейна равняется 1904 км² (по другим данным — 1830 км²). Среднегодовой расход воды — 14 м³/с.
Образуется при слиянии вод источника Жагубичко-Врело с рекой Большая Тисница на южной окраине Жагубицы в западных отрогах Восточно-Сербских гор. Верхнее течение заключено в узкое ущелье и отличается живописностью. В низовье течёт по широкой плодородной долине. У города Костолац впадает в Дунай на 1092 км от его устья.
Вдоль русла Млавы возведены непрерывные двусторонние линии защиты от наводнений, общей протяжённостью 100 км, включая подпорные дамбы вдоль притоков.
В бассейне реки распространены карстовые образования.